# Hôtel de Rivière
L’hôtel Rivière était un hôtel particulier, situé à l'angle de la rue Pierre-Brunière et de la rue de la Dalbade, à Toulouse. Construit au début du XVIe siècle pour un riche marchand, Jacques de Rivière, issu d'une vieille famille toulousaine, il était représentatif du style Renaissance qui se développait dans la ville à cette époque, particulièrement dans les hôtels particuliers que se faisaient construire les membres de l'élite toulousaine.
Considérablement transformé aux siècles suivants, il est malgré tout protégé par une inscription partielle aux monuments historiques en 1933. Il n'est cependant pas préservé et démoli en 1946 afin d'agrandir l'école élémentaire Fabre. La désinscription de l'hôtel n'est cependant intervenue qu'en 2014, alors que la porte de la tour a été replacée dans l'impasse de la Préfecture.

## Histoire

### Période moderne
Au début du XVIe siècle, Jacques de Rivière, issu d'une riche famille qui possédait déjà plusieurs maisons dans la rue des Toulousains (actuelle rue de la Fonderie) et dans la rue du Temple (actuelle rue de la Dalbade), achète un vaste terrain à l'angle de cette dernière rue et de la rue Pierre-Brunière. Il profite probablement des nombreuses destructions consécutives au grand incendie de 1463 pour racheter les terrains de dix petites maisons de la rue Pierre-Brunière, ainsi que deux maisons sur la rue Saint-Rémésy (actuels no 5 et 7), et se faire bâtir un hôtel particulier, entre cour et jardin. Jacques de Rivière, seigneur de Tournefeuille, conseiller au Parlement de Toulouse entre 1516 et 1548, occupe une position importante. Il est ainsi choisi en 1520 pour rencontrer le roi François Ier au sujet du conflit qui oppose le Parlement, soucieux de favoriser, avec le soutien du roi et du pape, la réforme des ordres religieux de Toulouse, et ces mêmes religieux des couvents franciscain, dominicain, augustin et carme. 
À la mort de Jacques de Rivière, en 1550, l'hôtel passe à ses héritiers qui le louent : l'hôtel particulier devient alors une auberge, à l'enseigne de Notre-Dame. En 1588, l'hôtel sort de la famille de Rivière quand il est vendu par la petite-fille de Jacques de Rivière, Marguerite de Laffitau, au conseiller au Parlement Pierre Caumels, qui meurt cependant un mois seulement après son achat : ses deux fils, Pierre et François, eux-mêmes conseillers au Parlement, héritent de l'hôtel. Au début du XVIIe siècle, il est vendu à un conseiller aux requêtes du Parlement, Jean-Georges de Caulet. Au milieu du XVIIIe siècle, il appartient à Anne de Caulet de Gramont, épouse de Jacques de La Roche de Fontenilles, marquis de Gensac, de la famille de Paule de Viguier. En 1789, il appartient à leur fille, Anne de La Roche, marquise de Gensac et dame de Savès, épouse de Joseph de Montmorency-Laval.

### Époque contemporaine
En 1862, l'immeuble est la propriété des comtes de Castillan. Le bâtiment souffre, durant ces deux siècles, des rénovations entreprises par les différents propriétaires : la façade de l'hôtel est défigurée, les fenêtres à meneaux sont détruites pour être élargies. Seul le puits avec sa ferronnerie et la tour subsistent intacts du bâtiment original. 
En 1933, la tour de l'hôtel et le puits sont justement protégés par une inscription à l'inventaire supplémentaire des historiques, malgré l'opposition de la municipalité socialiste d’Étienne Billières. Celle-ci, soucieuse d'assainir les quartiers du centre de la ville par la rénovation de l'habitat et la construction de services publics, a décidé d'agrandir l'école élémentaire Fabre (actuel no 9 rue Saint-Jean). C'est l'architecte en chef de la ville, Jean Montariol, qui est chargé des travaux d'agrandissement. En 1938, l'hôtel de Rivière et l'hôtel Réquy, voisin, sont acquis par la municipalité socialiste d'Antoine Ellen-Prévot. Il est prévu, le temps des travaux, de démolir la tour de l'ancien hôtel de Rivière, avant de la remonter dans la cour de l'école. Le projet est repoussé, à la suite d'une campagne de presse de l'association Les Toulousains de Toulouse. Finalement, le projet est repris au lendemain de la Libération par la municipalité socialiste de Raymond Badiou en 1945, qui décide de confier aux Beaux-arts la reconstruction, sur un autre site, de la tour : elle est donc démolie en 1946. Conservée dans un dépôt municipal, la porte est finalement remontée en 2001 et sert de nouvelle entrée pour le public à la préfecture de la Haute-Garonne, dans l'impasse de la Préfecture.

## Description

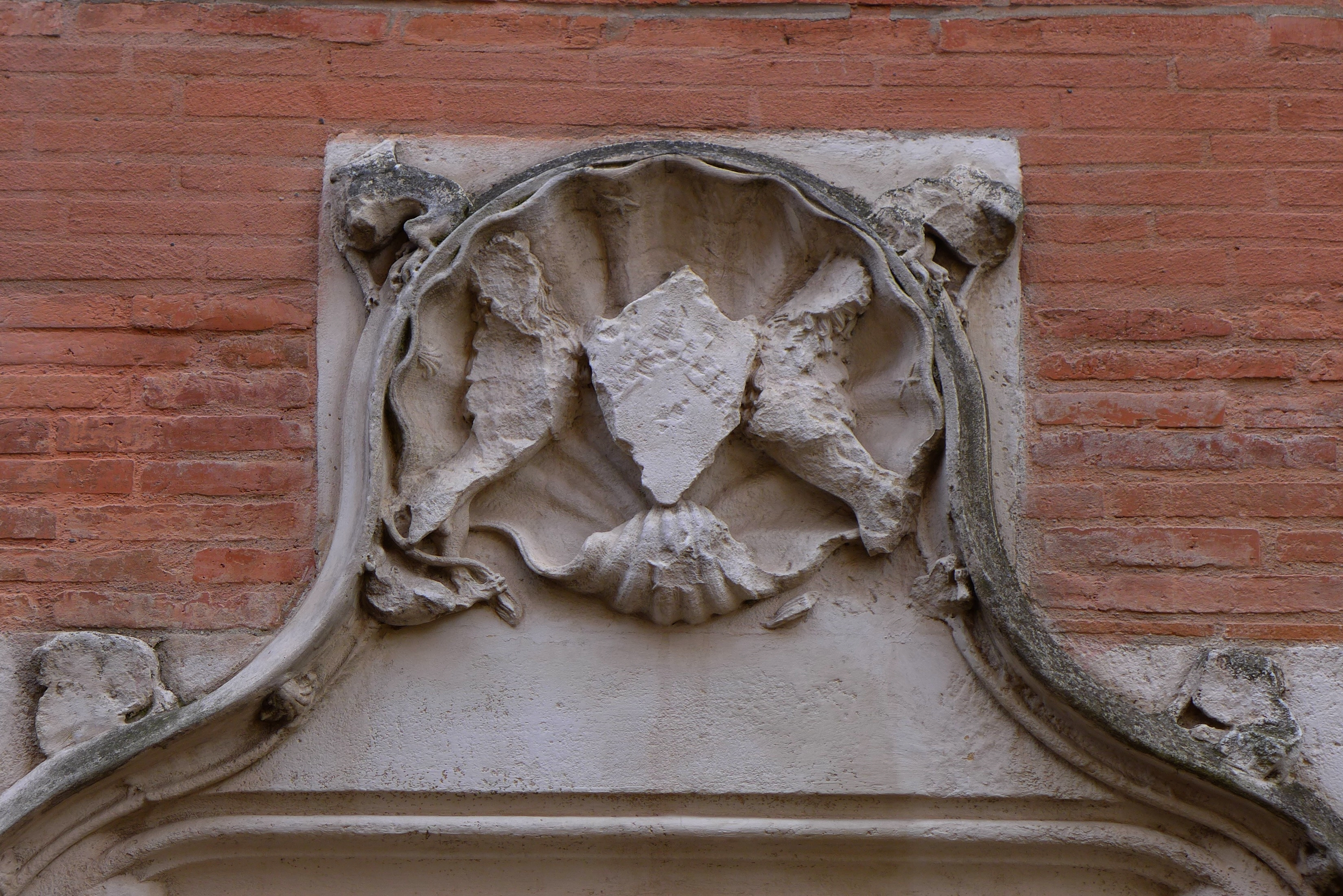
Détail de la porte de la tour.

La tour d'escalier, en briques, était couronnée de mâchicoulis. Elle était percée de trois fenêtres de style gothique et d'une porte basse. Des étoiles et des coquilles, qu'on retrouvait dans le blason de la famille de Rivière, décoraient plusieurs parties de la tour. La vis de l'escalier se terminait par un pilier soutenant une voûte Tudor.
La porte est le seul élément conservé et visible aujourd'hui de l'hôtel. Elle est surmontée d'un écusson, martelé à la Révolution, soutenu par deux lions, eux aussi mutilés. Le blason représentait, autrefois, un chevron, chargé de trois coquilles, accompagné de trois étoiles. Il est lui-même posé dans une grande coquille.